# Route touristique

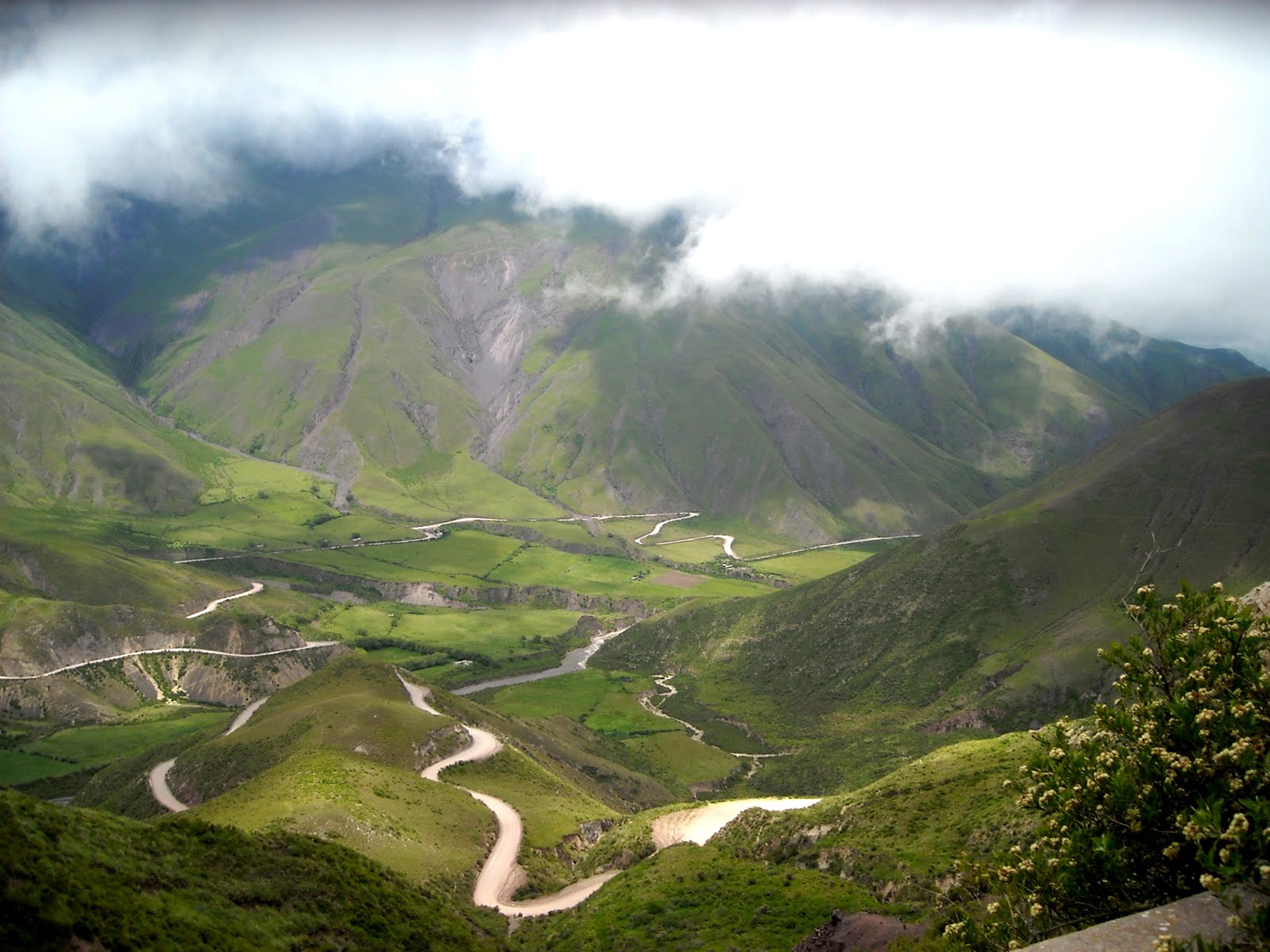
Route touristique en Argentine
(province de Salta).

Une route touristique est un itinéraire ou encore parcours, voire circuit terrestre spécifique (route, chemin, ou voie d'eau) qui permet sur un périmètre géographique variable de découvrir et d'apprécier la beauté naturelle, les produits, l'histoire, la culture, le style de vie ou le folklore des sites et des lieux visités ou traversés.
Cette qualification peut faire l'objet d'une homologation  par un organisme gouvernemental ou local.
Par ailleurs, l'appellation « Route touristique » peut être une partie d'un odonyme, c'est-à-dire, un indicateur du type de voie suivi d'un nom propre.

## En Europe
Les routes de Saint-Jacques-de-Compostelle qui correspondent aux tracés des itinéraires empruntés par les pèlerins pour se rendre à Saint-Jacques-de-Compostelle, notamment en France, en Espagne, en Italie mais aussi en Allemagne, au Royaume-Uni et dans le Benelux et d'autres pays européens, se sont transformés en route à but touristique, au fil du temps. Un « Guide européen des chemins de Compostelle » a été publié sous la forme d'un guide sommaire destiné aux randonneurs mais aussi un guide routier pour les automobilistes et les autres touristes contemporains.

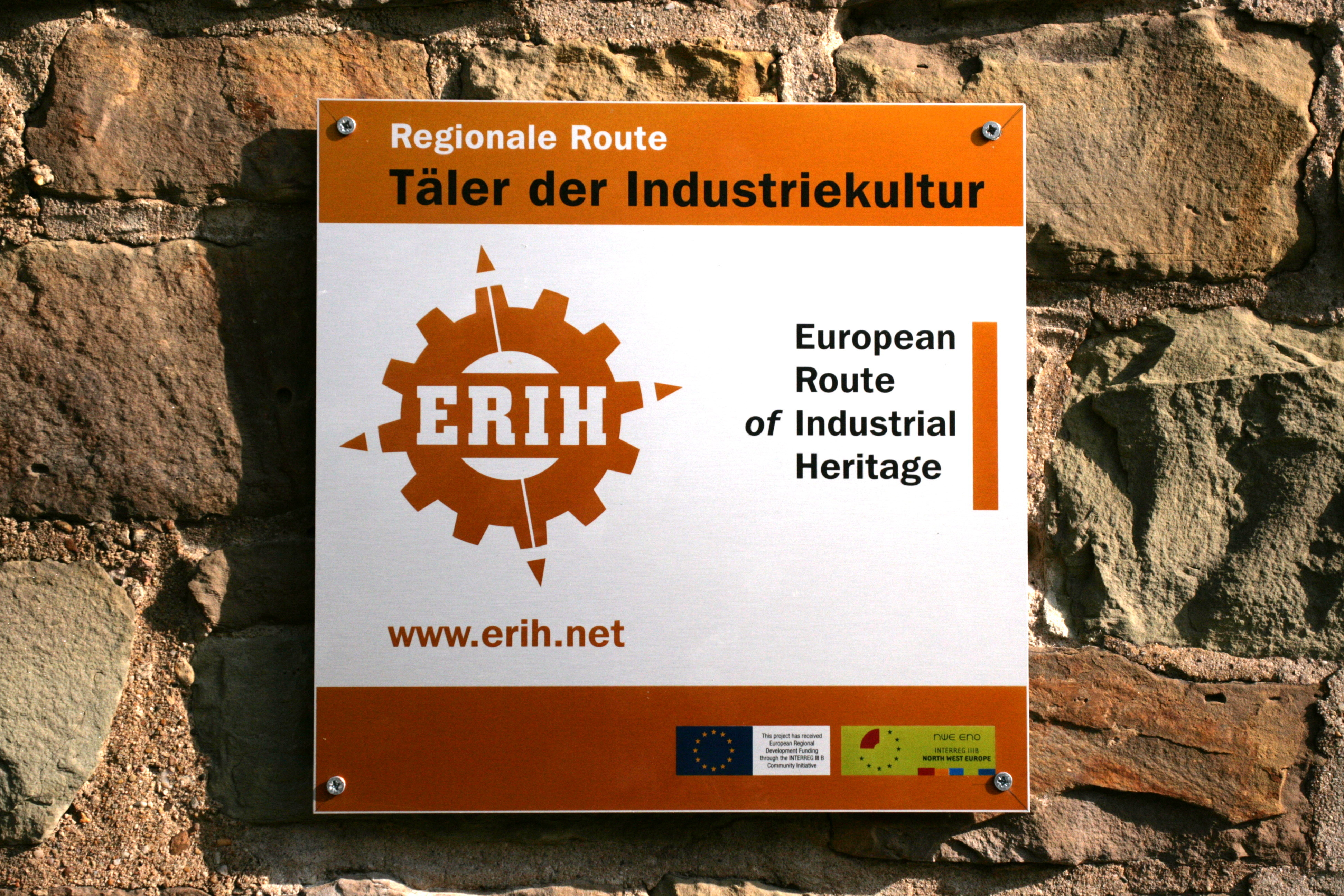
Panneau de route européenne du patrimoine industriel.

Au niveau de ce continent, il existe également La route européenne d'Artagnan qui concerne la France, la Belgique et les Pays-Bas, ainsi que la route européenne du patrimoine industriel (ERIH-European Route of Industrial Heritage e.V.) dont le siège est situé à Cologne, initiative soutenue par l'Union européenne.

### En Allemagne

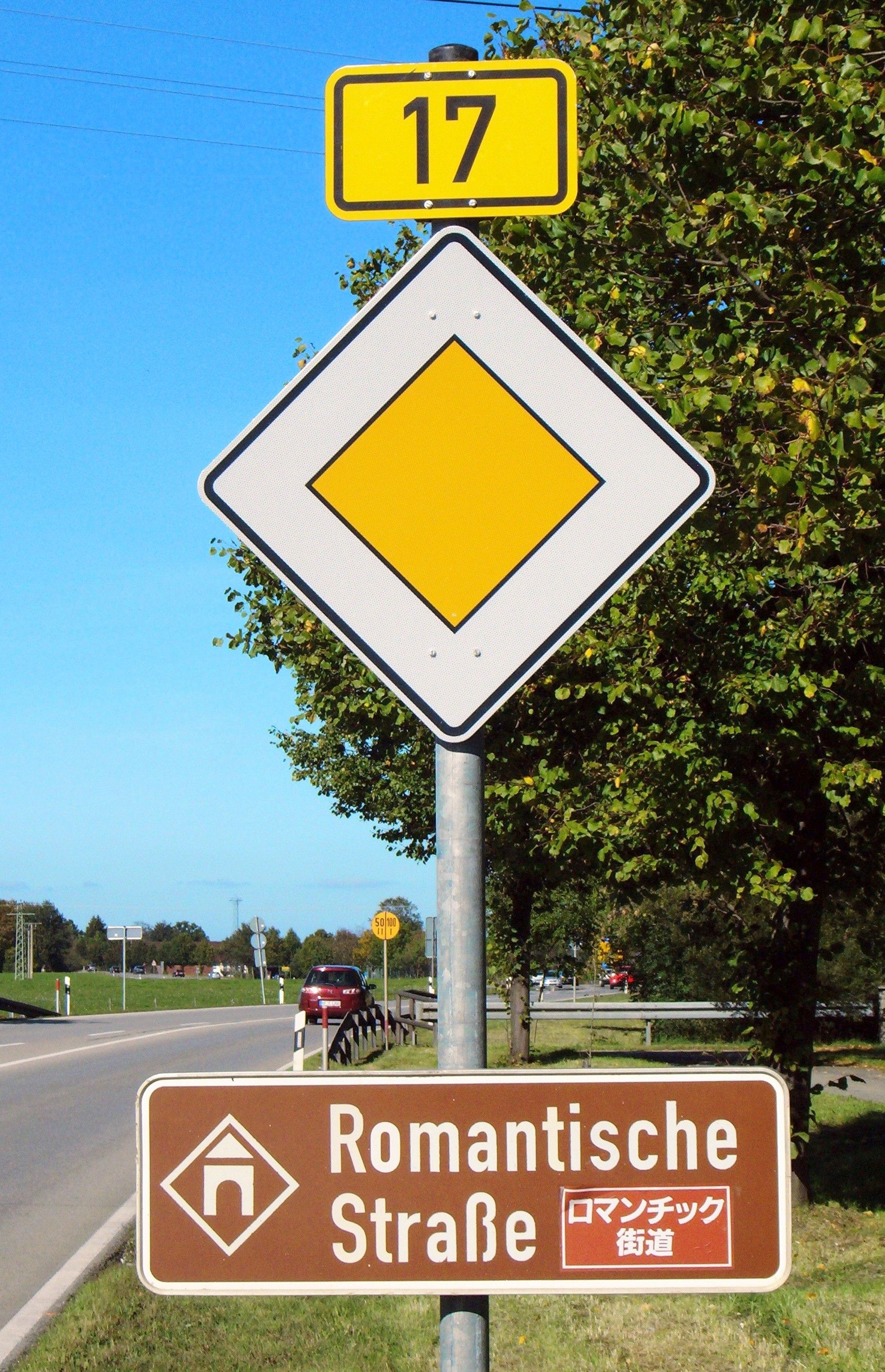
Panneau de la Route romantique.

Une des plus connues des routes touristiques allemandes est la « route romantique », créée dans les années 1950 dans le but d'attirer des touristes étrangers. Cette route longue de 350 km, longe le Main pour ensuite rejoindre les Alpes. Celle-ci, essentiellement constituée en Bavière, traverse la Franconie, la Haute-Bavière et la Souabe bavaroise.
Dans ce même secteur géographique de l'Allemagne, il existe également la Route baroque de Haute-Souabe, qui concerne les Länder de Bade-Wurtemberg et de Bavière.

### En France
Les premières routes ou circuits touristiques établis en France datent des années 1950, avec, par exemple, la Route des vins d'Alsace qui date de 1953. Cependant, on trouve déjà avec les Comités de promenade, créés en 1875, l'esprit de ces chemins qui invitent à découvrir, par un itinéraire tracé, le patrimoine d'un territoire, de même que les initiatives du Touring club de France, en 1909, avec la création de la Route des Grandes Alpes, ou la Route Napoléon.
Autres exemples de routes touristiques et historiques :
- la route du mimosa,
- la route Charlemagne,
- la route de la truffe dans le Var[6],
- la route Jacques-Cœur
- la route des Forts
- la route du Haut-Limousin
- la route historique des trésors de Saintonge
- la route historique des maisons d'écrivains
- la Voie sacrée (route stratégique et historique de la Première Guerre mondiale.)
- la route du Monoï en Polynésie française[7].
- la route de la Trace en Martinique

Il existe également des routes panoramiques, souvent dénommées sous l'appellation de « route des Crêtes », notamment la route des crêtes de Vosges, la corniche des Cévennes, la route des crêtes des Monts du Cantal ou celle des Gorges du Verdon. 
Des routes liées à la présence de vignobles (généralement de grands crus) sillonnent le territoire français, dont notamment, la route des Grands Crus en Bourgogne, la route touristique du Champagne, la route des vins d'Alsace, la route du vin en Roussillon, la route des vins d'Alsace, la route des vins des Côtes du Rhône et la route touristique des vins du Jura

Quelques routes touristiques en France
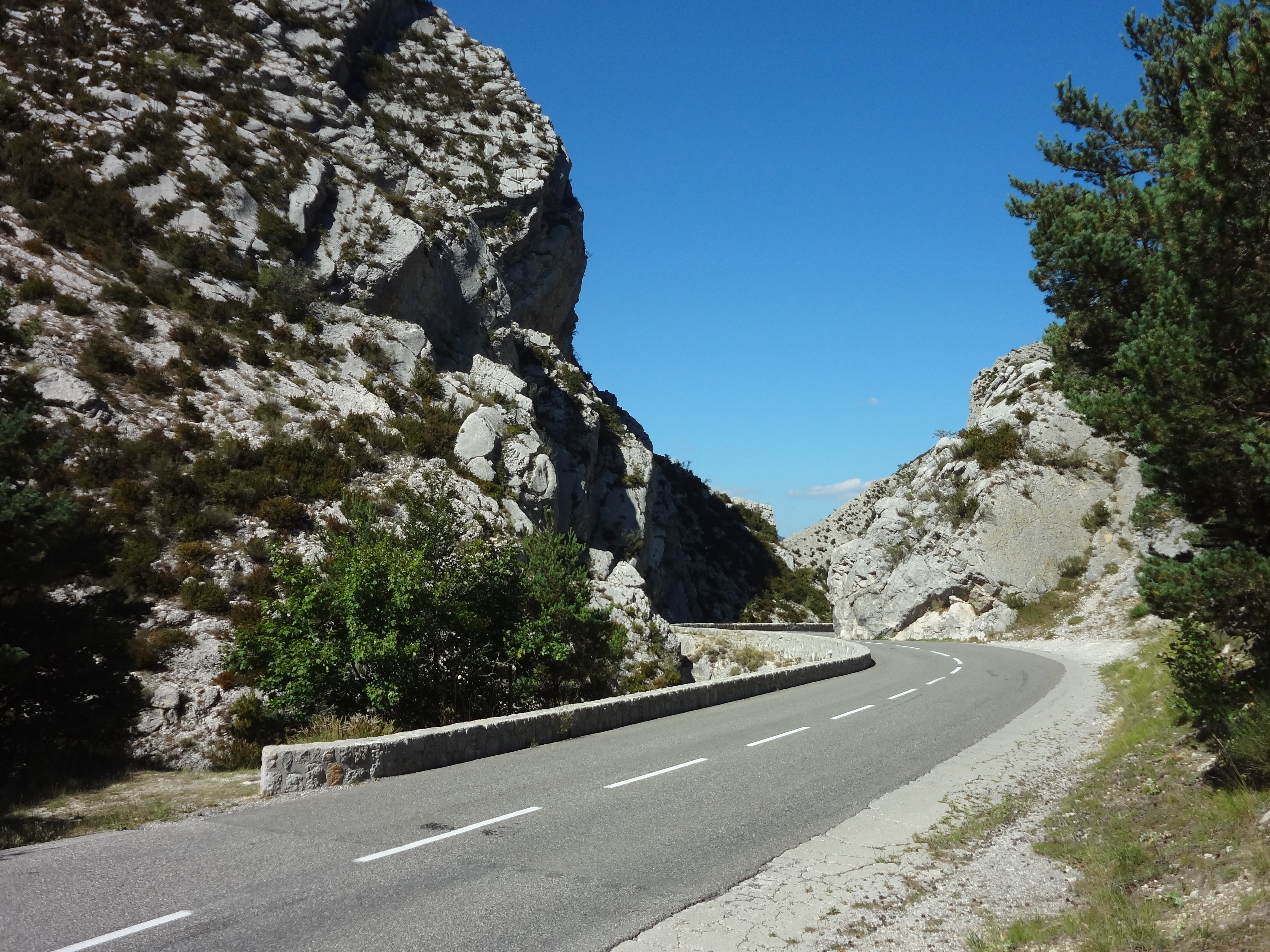
Route Napoléon.
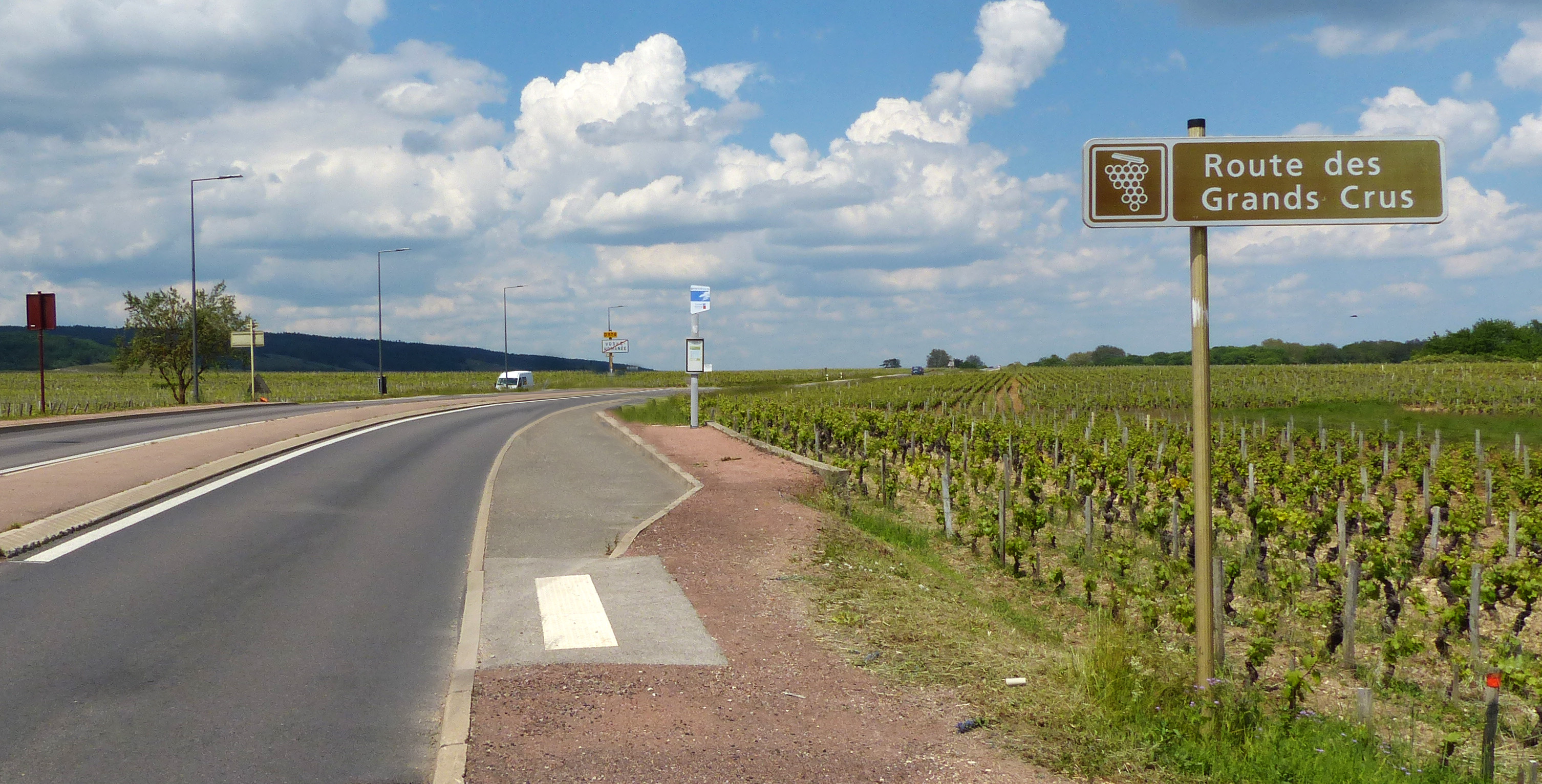
Route des Grands Crus.
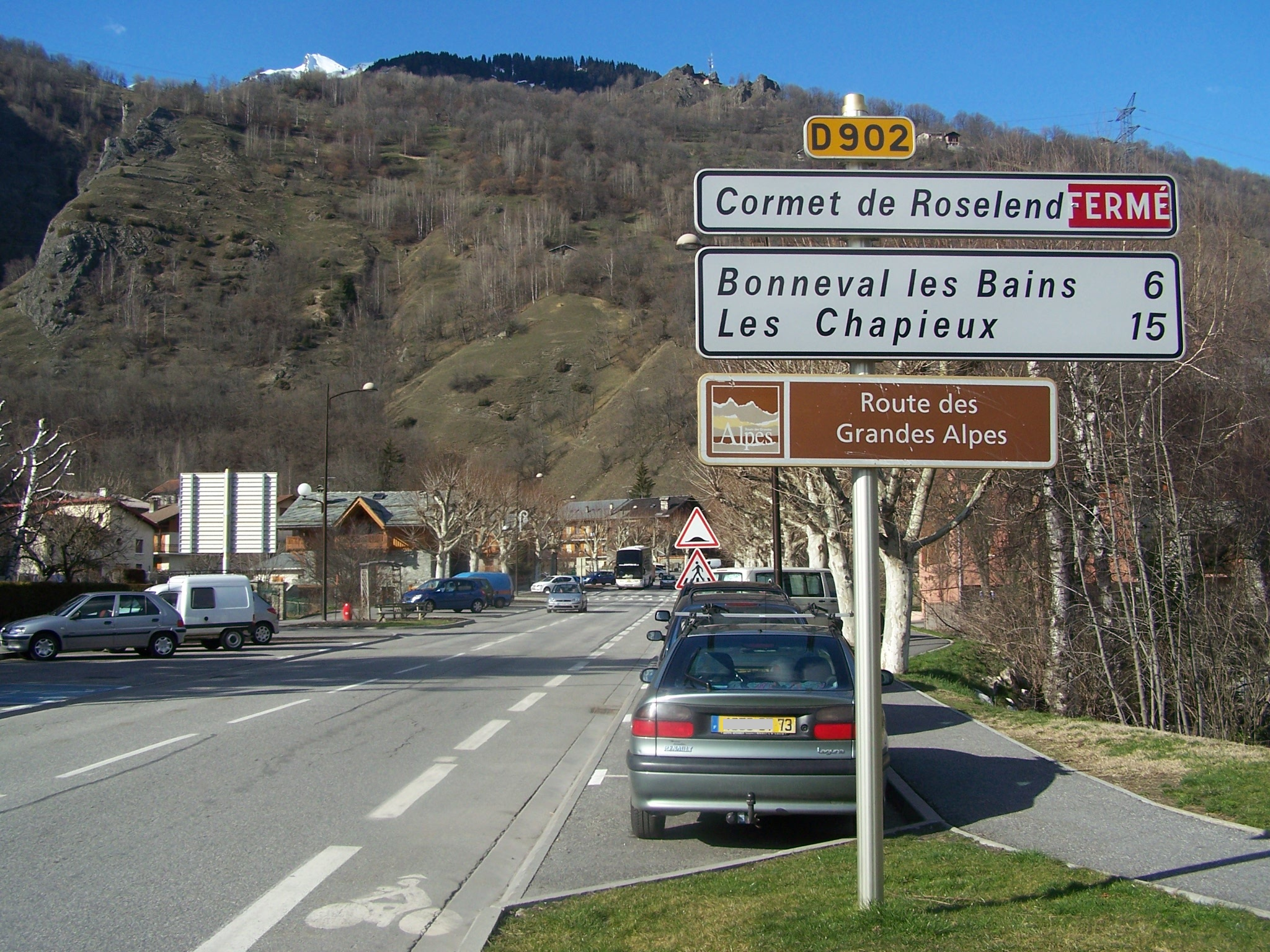
Route des Grandes Alpes.
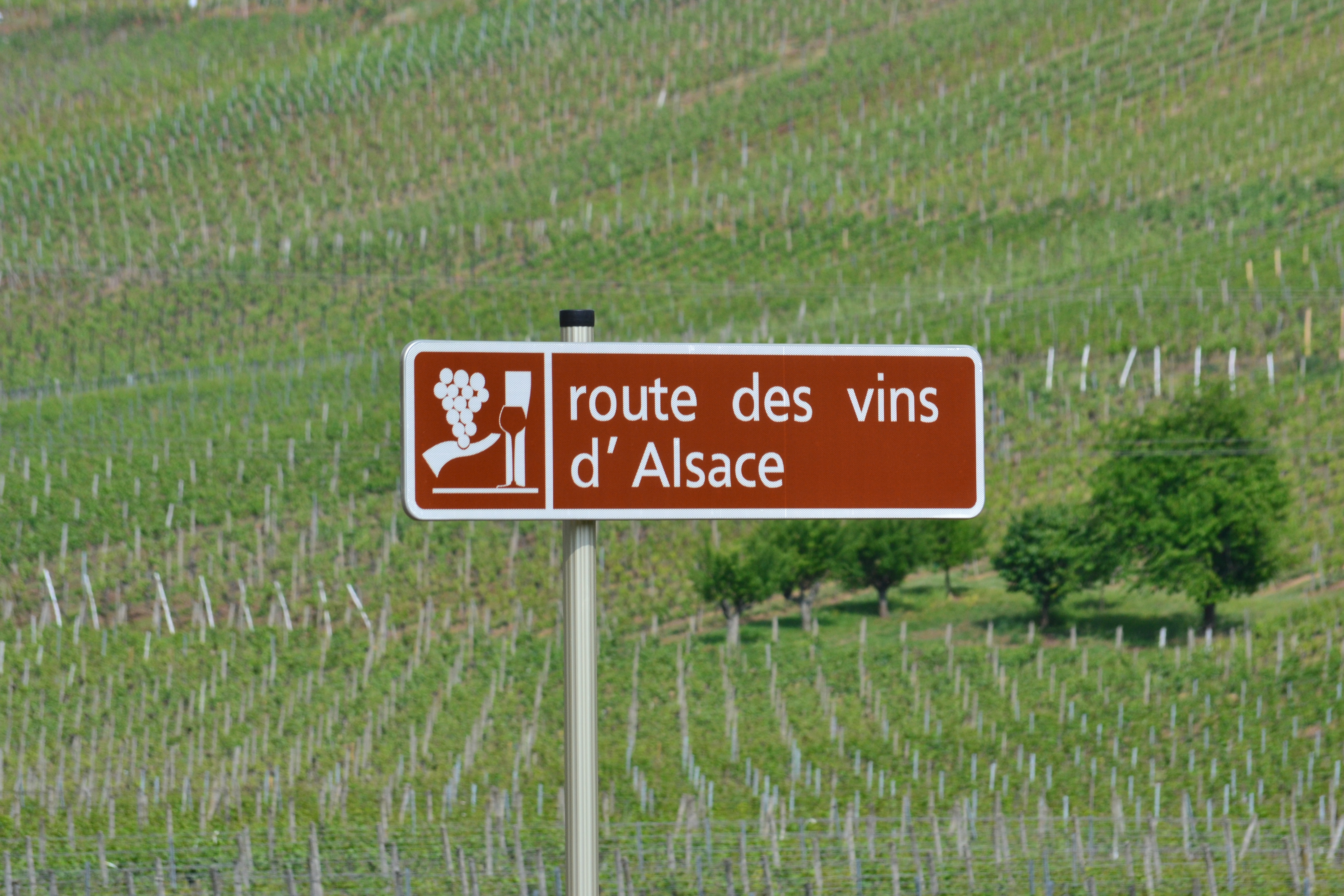
Route des Vins d'Alsace.
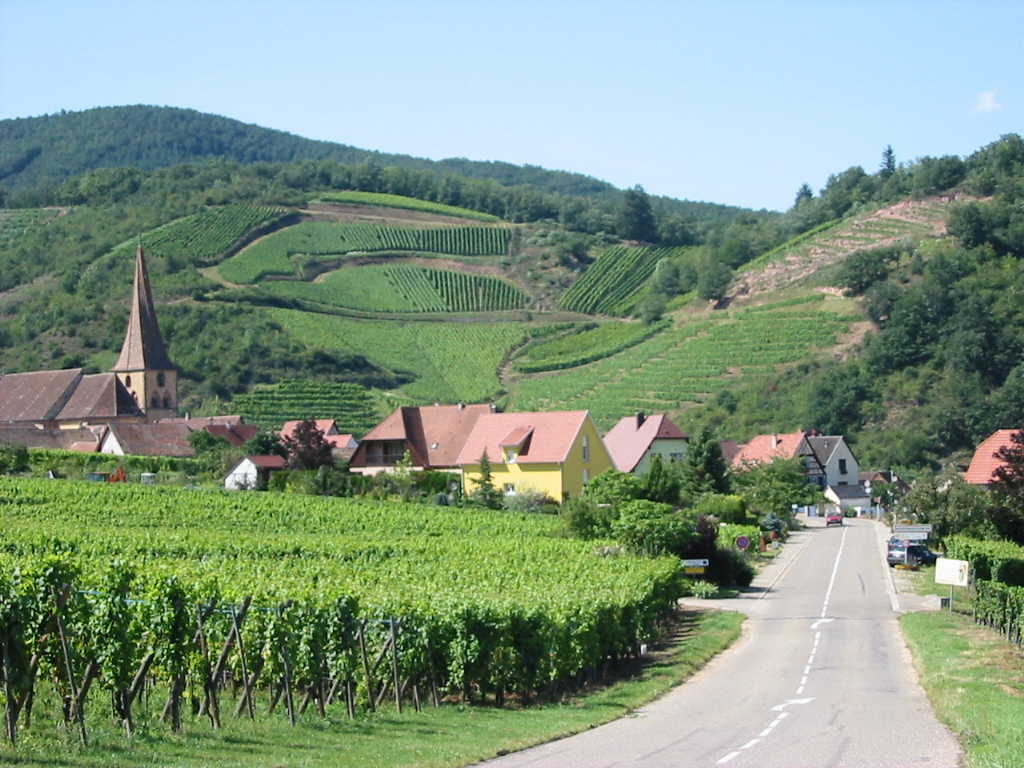
Route des Vins d'Alsace.
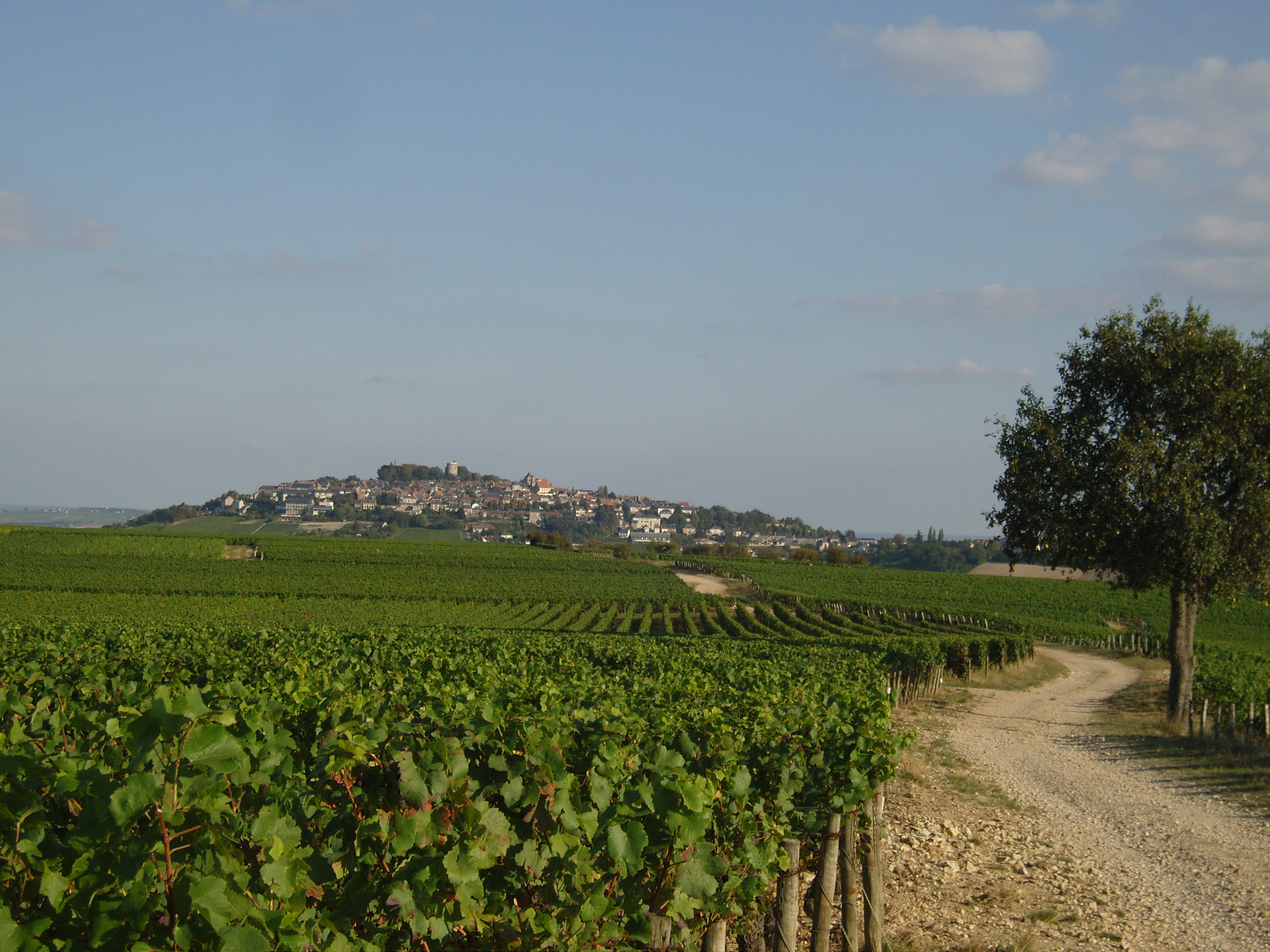
Route Jacques-Cœur.

### En Italie
Dans ce pays, de nombreuses routes ou portions de routes ont reçu l'appellation officielle de Strade del vino (routes du vin), celles-ci parcourant les principaux terroirs des régions viticoles italiennes. La première d'entre elles fut créée dans la région du Frioul en 1963.

## En Afrique du Sud
Les routes et circuits reconnus au niveau national sont les suivants :
- Route 62 (Afrique du Sud)
- Route des Jardins
- Côte Sauvage (Afrique du Sud)
- Route du Panorama

## Au Canada

### Au Québec

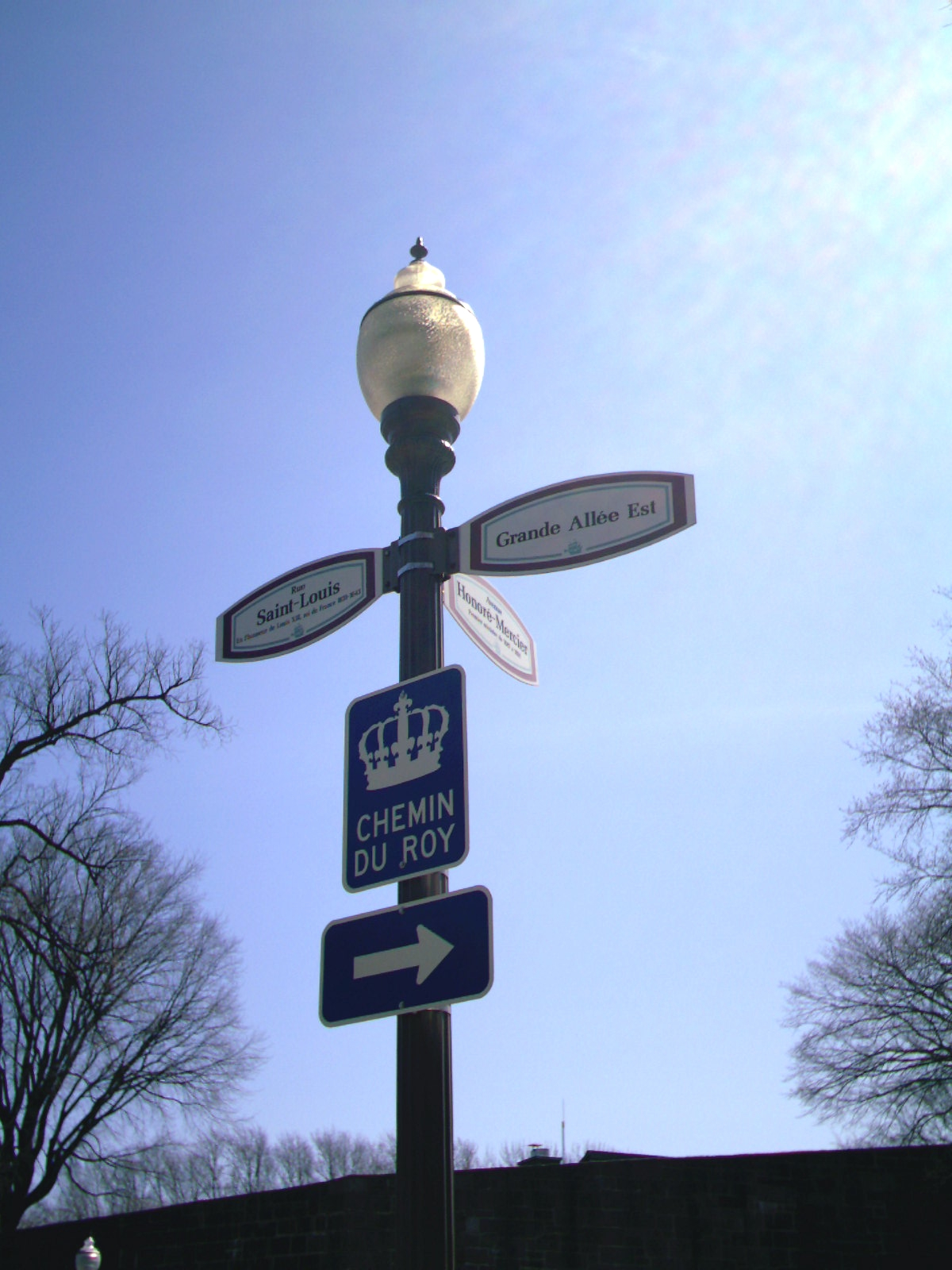
Panneau indicateur du Chemin du Roy.

Pour Tourisme Québec, « Une route touristique se définit comme un trajet à suivre le long d’un chemin pittoresque, axé sur une thématique distinctive et qui relie un certain nombre de sites touristiques évocateurs et ouverts aux visiteurs. On y trouve également une variété de services complémentaires, tels l’hébergement, la restauration, des postes d’essence ainsi que des services d’accueil et d’information touristiques. Si le trajet est en boucle, c’est-à-dire si le départ et l’arrivée se font au même point, il sera appelé « circuit ». Si les points de départ et d’arrivée sont différents, il sera appelé « route ». La route touristique constitue une destination en soi ou elle peut permettre d’atteindre une destination par un itinéraire touristique. Sur une route touristique, l’automobiliste peut suivre un parcours en dehors des grands axes routiers afin d’agrémenter ses déplacements, d’éviter la monotonie et de découvrir les richesses propres à la région. La route touristique permet d’être en contact avec le patrimoine d’une région, qu’il soit culturel, historique ou naturel, et sert de lien entre les différents sites distinctifs qui la composent. »
Depuis 1999, le ministère des Transports du Québec et le ministère du Tourisme du Québec, en collaboration avec l'Alliance de l'industrie touristique du Québec, administrent un programme de signalisation spécifique aux routes ou aux circuits d'intérêt touristique.
Les routes et circuits reconnus au niveau national sont les suivants :
- Chemin du Roy
- Route de la Nouvelle-France
- Route des Baleines
- Route des Navigateurs
- Route des Vins
- Route du Fleuve
- Route des Frontières
- Circuit du Paysan
- Route du Fjord
- Chemin des Cantons
- Chemin du Terroir
- Route des Montagnes
- Route des Sommets
- Route du Richelieu
- Route des Monts Notre-Dame
- Route de la Beauce
- Route des Belles-Histoires
- Chemins d'eau

Au niveau régional, les associations touristiques régionales développent et promeuvent des routes et circuits qui mettent en valeur chacune de leur région.
Au niveau local, des municipalités développent des circuits qui mettent en valeur certaines caractéristiques locales, comme un circuit patrimonial.

### Au Nouveau-Brunswick
La route du littoral acadien, reconnaissable à son logo représentant une étoile de mer, longe la côte Est et le Nord de cette province canadienne, notamment le long du détroit de Northumberland. Elle permet de découvrir des petits villages acadiens.

## Aux États-Unis

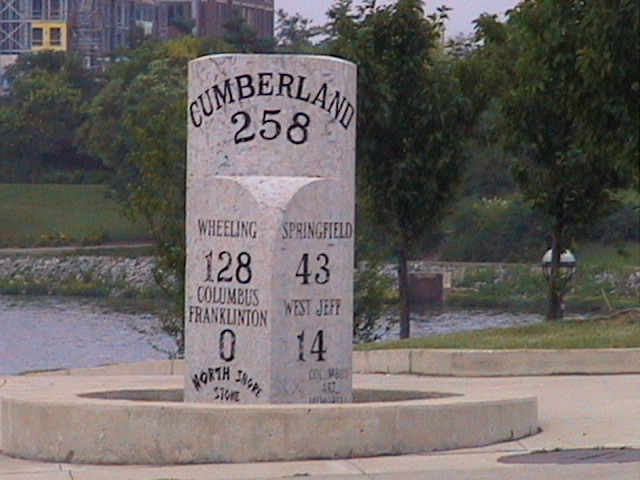
Borne kilométrique le long de la National Road à Columbus, Ohio.

Les États-Unis possèdent un réseau important de routes touristiques dénommées localement le National Scenic Byway. Celles-ci reçoivent généralement ce label en raison de leurs richesses archéologique, culturelle, historique, naturelle, touristique, voire panoramique. Elles sont sélectionnées par le Ministère américain des Transports.  
Parmi celles-ci, l'Alaska Marine Highway est la route la plus septentrionale et la National Road ou Cumberland National Road, une des plus longues et des plus anciennes du pays, ayant été autorisée le 29 mars 1806 par le Président Thomas Jefferson en personne.
La route 66, bien que célébrée dans de nombreuses chansons et reportages télévisés, ne fait pas partie de la liste des National Scenic Byway.

## Médiagraphie
A. Généralités :
- Signalisation touristique, Route et circuits, Site web officiel du gouvernement du Québec, Disponible en ligne
- Politique de signalisation touristique, Routes et circuits touristiques, Québec, Tourisme Québec, 2006  (ISBN 2-550-46502-4) [Disponible en ligne : Disponible en ligne
- Gérard Beaudet, « Les routes touristiques à thème : entre marketing territorial et valorisation identitaire », Téoros, vol. 22, no 2,‎ 2003, p. 4-9 (ISSN 1923-2705, lire en ligne)

B. Sur la conception d'une route et d'un circuit touristique :
- « La conception d'une route touristique », dans Tourisme Québec, Politique de signalisation touristique, Routes et circuits touristiques, Québec, Tourisme Québec, 2006, pages 7-9,  (ISBN 2-550-46502-4), Disponible en ligne
- Conseil agrotouristique des Cantons-de-l'Est, « Les routes et circuits touristiques », Le Pense-bête de l'agrotourisme, 2004, mise à jour en 2011, fiche numéro 21, 9 pages,  (ISSN 1925-3257), Disponible en ligne
- Nadine Boutin, Le Circuit « de la terre... à la table », un modèle de réseautage en agrotourisme, Québec, 2003, 66 pages, [sans ISBN], Disponible en ligne
- MAPAQ, Corporation de développement agroalimentaire du Centre-du-Québec et Tourisme Centre-du-Québec, Guide de qualité, Agrotourisme Centre-du-Québec, « Le gros bon sens de la qualité », 2010, 9 pages, [sans ISBN], Disponible en ligne
- Anne Marchand, Agrotourisme au Québec. Le guide de procédure pour un circuit ou une route, Montréal, Fédération des Agricotours du Québec, 2003, 41 pages,  (ISBN 2-9800602-2-4), Disponible en ligne
- Anne Marchand, Agrotourisme au Québec. Le guide de qualité, Montréal, Fédération des Agricotours du Québec, 2003, 49 pages,  (ISBN 2-9800602-1-6), Disponible en ligne